# كريستوف يوحنا
كريستوف يوحنا (بالألمانية: Christoph John)‏ (24 ديسمبر 1958 هايدنهايم ألمانيا - ) هو لاعب كرة قدم ألماني.